# へんな女
「へんな女」（へんなおんな）とは、日本の歌手・水原弘が1970年に発表した楽曲。

## 解説
本曲は水原と『愛の渚』（1967年）でコンビを組んだ浜口庫之助が、それまでの水原の楽曲とは一線を画する形で明るくポップにしてコミカルな内容の作品に仕上げた。
曲冒頭の「ウパウパティンティン」のフレーズが印象に残り、「一度耳にしたら、忘れられない強烈なパンチライン」と評されたこともあった。また本曲のレコーディングには東芝児童合唱団が参加しており、曲のコーラスを行っている。曲の途中で『水原弘!』と掛け声が入るが、それは東芝児童合唱団によるものである。
本曲がヒットしたことにより、水原弘はこの年の第21回NHK紅白歌合戦に出場して本曲を歌唱した。

## 収録曲
1. へんな女（東芝音楽工業 TP-2329）
作詩／作曲：浜口庫之助／編曲：小谷充
2. 泣くときゃひとり
作詞：山口洋子／作曲：浜口庫之助／編曲：小杉仁三